# طلسة
طَلْسَة أو العنقودية أو المُعَنْقَدَة  أو بوتريتس (الاسم العلمي: Botrytis)، جنس فطور مجهرية من فصيلة الصليباوات. يضم حوالي 30 نوع. يتميز بمشيجه الموثور الاسطواني الشكل، الغليظ القطر، الخلوي أو السطحي الانتشاب.